# Montes Claros de Goiás
Montes Claros de Goiás este un oraș în Goiás (GO), Brazilia.